# École de musique de Chetham
L'École de musique de Chetham, est une école indépendante spécialisée dans la musique située à Manchester, au nord-ouest de l'Angleterre. Elle est créée en 1969 et incorpore alors la Chetham's Hospital School, école de charité fondée par Humphrey Chetham en 1653. L'école a aujourd'hui 295 élèves, ce qui en fait la plus importante école de musique du Royaume-Uni. Les bâtiments originaux datent de 1421 et sont toujours utilisés. L'hôpital de Chetham héberge également la bibliothèque de Chetham, plus ancienne bibliothèque publique du Royaume-Uni.
L'école est ouverte à tous, quel que soit le milieu social d'origine et les moyens financiers. Des bourses sont disponibles pour les étudiants étrangers. L'admission se fait sur audition musicale, et est fondée sur le talent et le potentiel musical des élèves, ce qui n'empêche pas l'école d'avoir de très bons résultats.

## Anciens élèves
- Daniel Harding, chef d'orchestre
- Ronan Khalil, claveciniste
- Peter Donohoe, pianiste
- Simon Callaghan, pianiste